# Guillaume Rouet
Pour les articles homonymes, voir Rouet.

a Compétitions nationales et continentales officielles uniquement.

b Matchs officiels uniquement.
Dernière mise à jour le 1 juillet 2025.
Guillaume Rouet, né le 13 août 1988 à Bayonne (Pyrénées-Atlantiques), est un joueur international espagnol d'origine française de rugby à XV qui évolue au poste de demi de mêlée.
Son frère Sébastien Rouet est également joueur de rugby à XV et évolue aussi au poste de demi de mêlée.

## Biographie
Il est le frère de Sébastien Rouet, également joueur professionnel de rugby à XV.
Formé a l'Aviron bayonnais, il dispute son premier match en équipe professionnelle en 2010[réf. nécessaire]. Fin 2011, alors en fin de contrat avec Bayonne, il peine à trouver un club et reste pendant une saison sans club. En 2012, l'Aviron bayonnais choisit de le reprendre au sein de son effectif. Il commence alors peu à peu à trouver sa place et gagne du temps de jeu avec les ciels et blanc. Possédant la double nationalité française et espagnole, il obtient le 1er février 2014 sa première sélection avec l'équipe d'Espagne avec laquelle il dispute le Championnat européen des nations. 
En février 2025, il donne son accord pour rejoindre le Stade niçois à compter de la saison 2025-2026.  

### En équipe nationale
Il joue son premier match international avec l'équipe d'Espagne le 1er février 2014 contre l'équipe de Russie.

## Statistiques en équipe nationale
- 30 sélections
- 60 points (10 essais, 5 transformations)
- Sélections par année : 2 en 2014, 5 en 2015, 6 en 2017, 4 en 2018, 1 en 2019, 3 en 2020, 4 en 2021, 5 en 2022

## Palmarès
- Vainqueur du Championnat de France de Pro D2 en 2019 et 2022 avec l'Aviron bayonnais